# Specie neamenințată cu dispariția

Starea de conservare a speciilor după criteriile IUCN

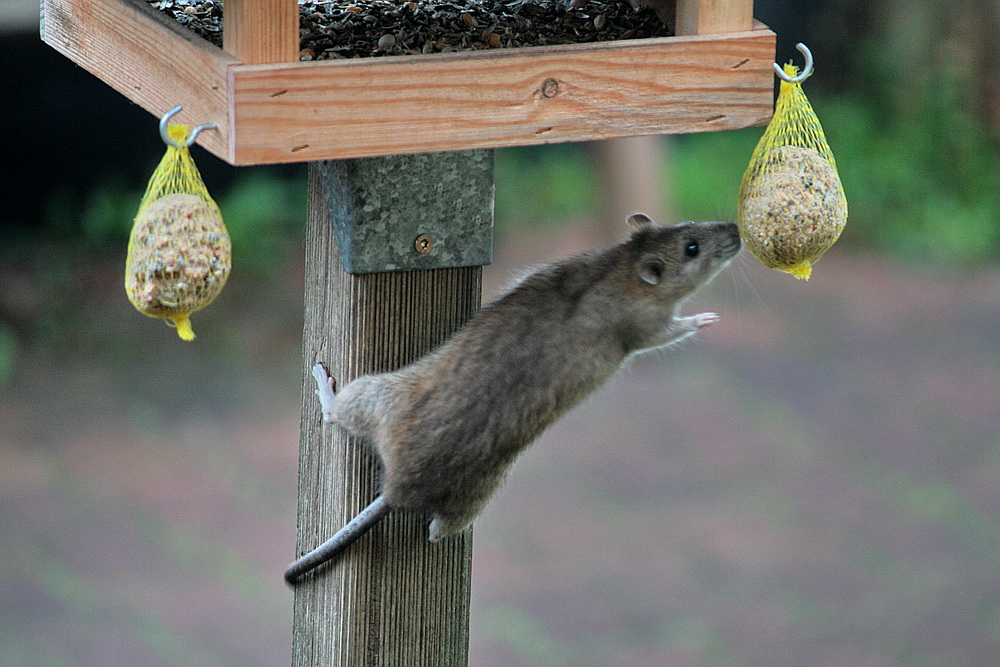
Șobolanul cenușiu (Rattus norvegicus) este o specie neamenințată cu dispariția

O specie neamenințată cu dispariția sau o specie cu preocupare minimă, specie nepericlitată (LC =  least-concern species după criteriile IUCN) este o specie care este evaluată de Uniunea Internațională pentru Conservarea Naturii (IUCN) ca fiind destul de răspândită, cu populații abundente și nu reprezintă o preocupare a conservării speciilor, ea nefiind inclusă în categoria speciilor amenințate cu dispariția. De ex. albina meliferă (Apis mellifera), șobolanul cenușiu (Rattus norvegicus) și rândunica (Hirundo rustica) sunt specii neamenințate cu dispariția.
De obicei, speciile neamenințate cu dispariția nu sunt incluse în Carte Roșie, dar unele subspecii ale acestor specii pot fi amenințate cu dispariția, de exemplu, puma (Puma concolor), care este răspândită în America, are statutul de specie neamenințată cu dispariția, în timp ce subspecia ei - puma de Florida (Puma concolor coryi) este foarte rară și  avea statutul de specie critic amenințată cu dispariția până în 2008.
Din 134.425 specii evaluate de IUCN în 2021, 69.149  aveau statul de specii neamenințate cu dispariția. În 2008, omul a fost inclus în lista IUCN ca specie neamenințată cu dispariția.